# Смульники-Раценцькі
Смульники-Раценцькі (пол. Smólniki Racięckie) — село в Польщі, у гміні Осек-Малий Кольського повіту Великопольського воєводства.
Населення — 44 особи (2011).
У 1975-1998 роках село належало до Конінського воєводства.

## Демографія
Демографічна структура станом на 31 березня 2011 року:
|          | Загалом | Допрацездатний вік | Працездатний вік | Постпрацездатний вік |
| -------- | ------- | ------------------ | ---------------- | -------------------- |
| Чоловіки | 18      | 4                  | 13               | 1                    |
| Жінки    | 26      | 11                 | 11               | 4                    |
| Разом    | 44      | 15                 | 24               | 5                    |